# Bunratty
Bunratty är en ort i republiken Irland.   Den ligger i grevskapet An Clár och provinsen Munster, i den centrala delen av landet, 190 km väster om huvudstaden Dublin. Bunratty ligger 10 meter över havet och antalet invånare är 219.
Terrängen runt Bunratty är platt åt sydväst, men åt nordost är den kuperad.Runt Bunratty är det ganska tätbefolkat, med 139 invånare per kvadratkilometer. Närmaste större samhälle är Limerick, 13,4 km öster om Bunratty. Trakten runt Bunratty består i huvudsak av gräsmarker.